# Мрка трубача
Мрка трубача, црна труба или мртвачка труба  јестива је гљива која често у грмовима и појединачно, на земљи међу лишћем и ниским растињем.

## Клобук
Прелази постепено у стручак, тако да се не може рећи где једно завршава, а друго почиње. Заједно узети, високи су 10 cm (4 in) (мада у изузетним случајевима могу да буду 15 cm (6 in)), а широки од 3 до 8 cm. Цела гљива има облик рога, трубе, котла или љиљана — у свим је случавјевима дакле се до дна шупља. Наткриљени, горњи шири део има валовит, урезан, коврџав или, у сваком случају, барем доле подвнут руб, који је танак и најпре почиње гњити. С горње и унутрашње стране површина је тамније љуспичава, ситно пахуљасто па и с покојом кратком и танком длачицом; влажна и у одраслих црносмеђа, сува и у младих свјетлија, сивија и с краћим црним цртицама.

## Химениј
Химениј је смештен с доње и спољашње стране наткриљеног дела гљиве. Он се не састоји ни од листића ни од цевчица, па чак ни од уочљивих прутића: површина му је тек гушће или ређе набрана, валовита, али готово глатка; маслинастосива, плавичастосива или, касније, од спора беличасто напрашена. Испод тог дела стручак се углавном све више сужава, своди практично само на кору дебелу до 2 mm, изван мишије или срнеће сиву, са плавичастом или црном привесом. 

## Отрусина
Отрусина је беле боје.

## Месо
Месо је врло танко, и у клобуку, тамније или блеђесиво, раскида се уздужно на траке, еластично-хрскавичаво, али не тврдо. Укус благ, угодан, мирис незаметан или мало плесан.

## Микроскопија
Споре hyaline, елиптичне, с једном великом капљом, 11—16/6—9 mi.

## Станиште и распрострањеност
У густим, често инзваредно великим колонијама, и у грмовима и појединачно, на земљи међу лишћем и ниским раслињем, у мрачним и влажном деловима белогоричних, најрадије букових састојина. У свим нашим крајевима, али не и сваке године.

## Доба
VII-XII

## Јестивост
Доста је квалитетна гљива, служи првенствено као зачин: лако се суши и самљета у прах лако сачува. Може се и свејжа примјешати међу друге укисељене гљиве. Доњи део, који је био у земљи, одбацити. Гљива са гњецавим и омекшалим рубом престаре су са јело.

## Сличне врсте
Сива трубача, Cantharellus cinereus Pers. такође јестива, може јој наликовати и бојама и обликом, али она је у просеку мања, те подно наткриљеног дела има прутиће, односно жилице које се опетовано гранају — а не напросто раздалеко наборе. Расте такође скупно, у маховини, честа, али лако се превиди.

## Спољашње взе
- Мрка трубача  in Index Fungorum